# Кубанське
Куба́нське (до 1945 року — Джабана́к, крим. Cabanaq) — село Сімферопольського району Автономної Республіки Крим.
Відстань від райцентру до населеного пункта становить 18 кілометрів по прямій.
У 2023 році у проєкті Постанови Верховної Ради України «Про перейменування деяких населених пунктів Автономної Республіки Крим» село запропоновано перейменувати на Джабанак.